# Necoclí
Necoclí este un municipiu din departamentul Antioquia, Columbia.